# Лагута Микола Дмитрович
Мико́ла Дми́трович Лагу́та (22 листопада 1895, Миколаїв — 25 листопада 1937) — український історик, краєзнавець, лінгвіст та педагог.

## Життєпис
Народився в родині міщан. 1915 року вступив до Харківського університету — на історико-філологічний факультет. З 1916 року навчався на історико-філологічному факультеті в Одеському університеті.
Під час революції змушено припинив навчання, з 1918 року вчителював в різних навчальних закладах, викладав українську мову на курсах учителів початкових шкіл для Херсонського й Одеського повітів.
Займався активною пропагацією українського слова та культури, з 1918 року — в складі миколаївської «Просвіти».
В 1917—1920 роках був у складі УПСР, працював секретарем редакції газети «Революційна боротьба».
16 грудня 1918 року після виборів до Директорії — у складі Миколаївської Ради об'єднаних українських організацій від кооперативів.
За денікінської окупації Миколаєва мобілізований у студентську роту, зумів повернутися додому, восени 1919 року був арештований ЧК за перебування в рядах білогвардійських збройних сил.
Працював учителем української мови й літератури в чоловічій гімназії, одночасно навчаючись в Одеському університеті.
З квітня 1920 року працює викладачем українознавства у Миколаївському інституті народної освіти. Окрім того, читав курси української мови і літератури, всесвітньої літератури, краєзнавства.
Викладав українську мову і літературу в робітничих школах. Після XII з'їзду РКП(б) був в Миколаєві відповідальним за «коренізацію». На початку навчального 1923—1924 років в Миколаївському інституті народної освіти викладало лише двоє педагогів, а вже у статистичному звіті від 1 грудня 1925 зазначалося, що мова викладання у ВНЗ переважно українська. В грудні 1926 року приймається внутришньоінститутська ухвала з рекомендацією вчителям та студентам у ВНЗ спілкуватися українською мовою.
1923 року з його ініціативи та директора Миколаївського краєзнавчого музею Феодосія Камінського в Миколаєві засновується Наукове товариство імені Миколи Аркаса при ВУАН.
Є автором праць по діалектології та історичному краєзнавству. У січні 1926 року в Миколаєві була проведена перша обласна краєзнавча конференція. На теренах археології співпрацював з академіком М. Слабченком.
Досліджував історію міста Миколаєва, вивчав життя і творчість, зокрема, М. Аркаса, Р. Судковського.
2 жовтня 1929 року його заарештовано та звинувачено у приналежності до Спілки визволення України, що він збирав дані про військову промисловість і передавав її Ф. А. Козубовському — директору Інституту матеріальної культури АН УРСР; засуджений до позбавлення волі на три роки із суворою ізоляцією.
Згодом вирок був змінений на три роки умовно; працював в історико-археологічному музеї Миколаєва, брав участь у розкопках Ольвії та на Кінбурні, одночасно працював в Одеській філії Діпроміста — займався питаннями реконструкції Миколаєва.
У жовтні 1937 року його знову арештували, 15 листопада засуджений до розстрілу за участь у «контрреволюційній організації». 25 листопада розстріляний.
Посмертно реабілітований 1957 року.

## Праці
- «Географічний збірник. Миколаївщина», 1926;
- «Вся Миколаївщина», 1928;
- «Хронологія головних історичних подій міста Миколаєва»,
- «Матеріяли до історії міста Миколаєва (1788—1917 рр.)» — 1931;
- реєстр пам'ятників матеріальної культури Миколаївщини й національних меншин — 1932.